# رابرت گولوب
رابرت گلوب (زاده ۲۳ ژانویه ۱۹۶۷) تاجر و سیاستمدار اسلوونیایی است که از ۱ ژوئن ۲۰۲۲ به‌عنوان نخست‌وزیر اسلوونی و رهبر جنبش آزادی اسلوونی فعالیت می‌کند.

## سنین جوانی و تحصیل
گلوب در سال ۱۹۹۴ دکترای خود را در رشته مهندسی برق در دانشگاه لیوبلیانا گرفت. پس از تحصیل، او یک محقق فولبرایت در ایالات متحده در موسسه فناوری جورجیا در آتلانتا بود.

## شغل تجاری
در سال ۲۰۰۴، گلوب یک شرکت تجارت انرژی GEN-I را تأسیس کرد، که تا سال ۲۰۲۱ رئیس آن بود.